# Lamborghini Trattori

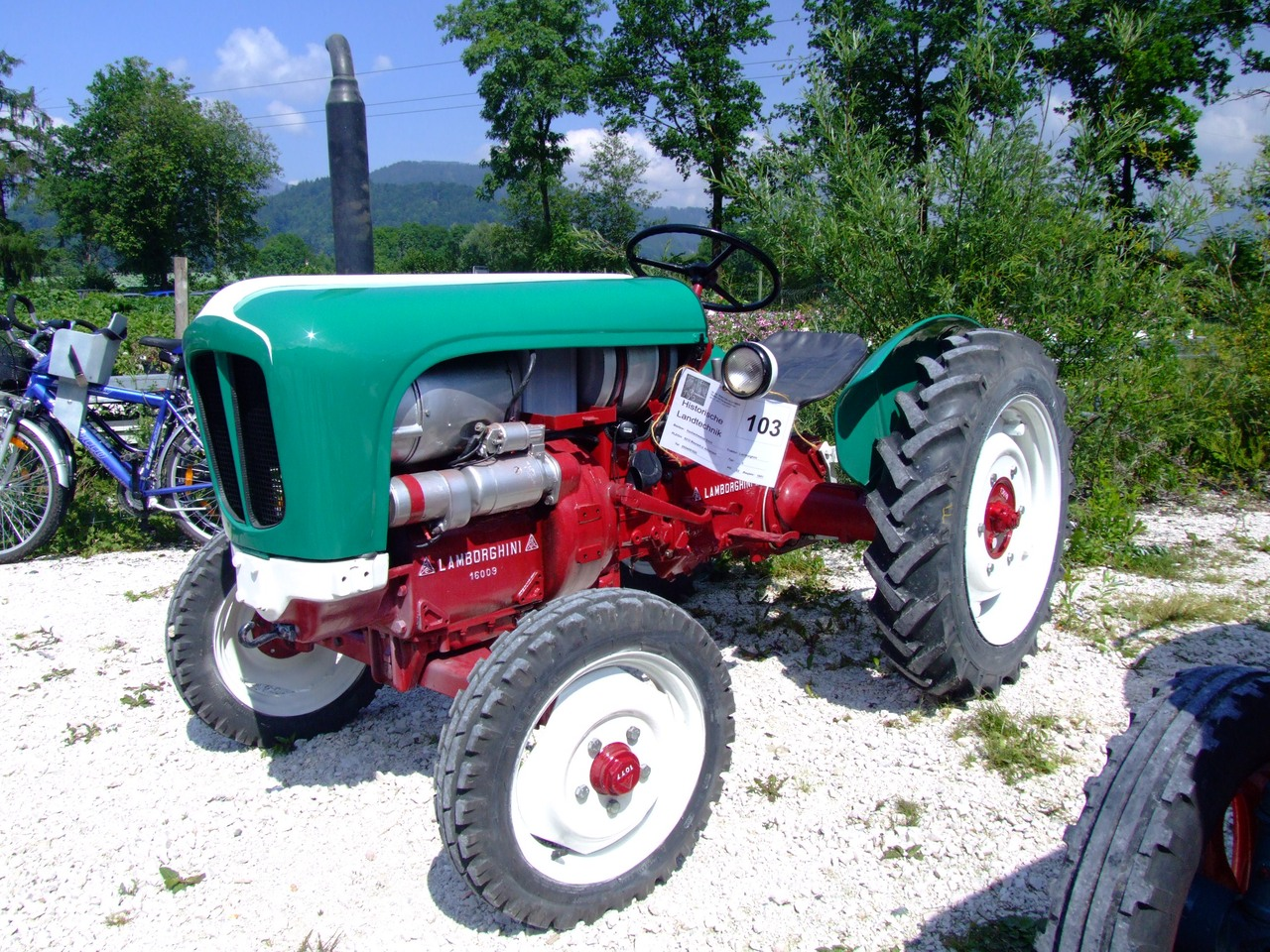
Lamborghinetta

Lamborghini Trattori nace en 1948, con sede en Cento, por obra de Ferruccio Lamborghini, quien luego fue el fundador de la empresa Lamborghini Automobili. En 1973 comienza a formar parte de SAME (Società Accomandita motori endotermici). El emblema de la empresa era un triángulo con las tres letras " F L C" ( Ferruccio Lamborghini Cento)

## Antecedentes
Fundada en el año 1948 gracias al trabajo de Ferruccio Lamborghini, la empresa Lamborghini Trattori no estaba respaldada por una larga tradición como las históricas Fiat Trattori y Landini, tanto que para poder producir los primeros tractores se utilizó material bélico en desuso.
Utilizando los motores y los diferenciales de los camiones y los vehículos militares recuperados de los centros ARAR (Azienda Recupero Alienazione Residuati – agencia gubernamental italiana creada con el fin de recuperar el material militar y los bienes confiscados tras la guerra) equipa los primeros tractores llamados "Carioca", que implementan una importante innovación técnica, un vaporizador que, aplicado a un motor Morris, permite arrancar el tractor con gasolina y luego hacerlo funcionar con petróleo.
En el transcurso de pocos años, la producción de la empresa pasó de un tractor por semana a aproximadamente 200 por año y así fue que los innovadores motores de fabricación italiana sustituyeron a los viejos fabricados con residuos bélicos. En 1951 nace el "L 33", el primer tractor completamente Lamborghini fabricado en serie, a excepción del motor: un "MORRIS" de 6 cilindros en línea de 3500 cc. alimentado con petróleo con vaporizador patentado por Ferruccio Lamborghini.
La promulgación de la ley Fanfani del 25 de julio de 1952 - que asignaba, con un interés del 3%, 125 mil millones en cinco años a los agricultores que adquiriesen máquinas agrícolas de producción nacional, representó un nuevo salto de calidad para la empresa. Fue en el primer lustro de los años cincuenta que Lamborghini se transformó en una verdadera empresa industrial a todos los efectos.

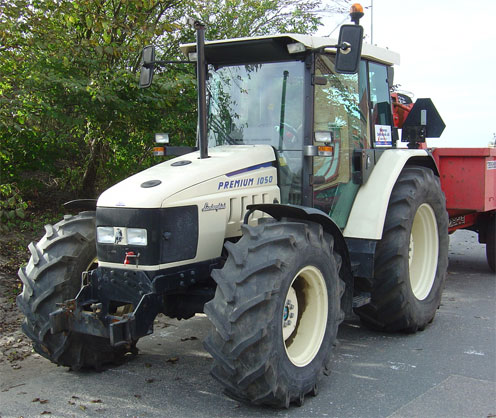
Lamborghini Premium 1050

A partir del 1952 se presentaron los nuevos modelos DL 15, DL 20, DL 25 y DL30; y al año siguiente los modelos DL 40 y DL 50. En el año 1955 Lamborghini presentó su primer tractor de cadenas, el DL 25 C seguido por el DL 30 C, caracterizado por su típico color amarillo.
En el año 1956 se inauguró un nuevo establecimiento y al año siguiente, inspirándose en el Sametto de SAME, se lanza al mercado la Lamborghinetta (dotada de un motor de dos cilindros para 22 CV, de 10 quintales de peso a un precio de un millón).

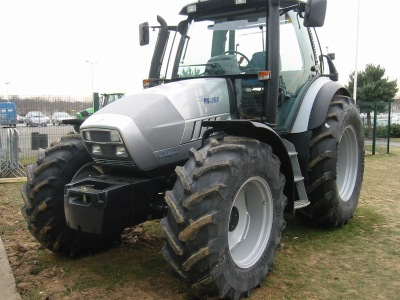
Lamborghini R6.150

En el período 1968–69 Lamborghini Trattori, visto el notable aumento de las ventas conseguido, implementa una estrategia destinada a mejorar tanto la calidad técnica de los tractores como la producción. Los tractores Lamborghini son los primeros que instalan, en Italia, el cambio sincronizado de serie y la gama se enriquece con los modelos de gran potencia (R. 480).
En 1973 con su propia marca y todo su prestigio pasa a formar parte del Grupo SAME. 
En 1983 nace una nueva gama de máquinas con características altamente innovadoras y con motores modulares refrigerados por agua.
A fines de los años 80 se introduce la regulación electrónica de la inyección de los motores y las nuevas centralitas de control para el tractor, mientras que la nueva serie "RACING" (1991) de alta potencia implementa la transmisión "Electronic Power Shift". En el año 1993 nacen los "RUNNER" de la marca Lamborghini, los tractores para la pequeña agricultura y el cuidado de espacios verdes. 
En los años siguientes, con la marca Lamborghini Trattori se presentan algunas series como: Serie Racing, Serie Champion, Serie Premium, Serie Agile y Serie Sprint. 
La parte de competencia del archivo histórico finaliza aquí Comenzando el siglo XXI se producen algunas series como la Serie R6, R7 y R8. En 2013, en ocasión de la feria internacional SIMA de París, se presenta en el mercado el nuevo tractor Nitro, caracterizado por su capó blanco y un diseño totalmente renovado. Lamborghini Trattori obtiene con Nitro una serie de reconocimientos internacionales, entre los cuales el Tractor of the Year – Golden Tractor for the Design 2014 y el RedDot Award 2014.

## Modelos producidos
- 1948	CARIOCA
- 1948	CARIOCA MORRIS 6 C
- 1951	L 33
- 1952	DL 15
- 1952	DL 20
- 1952	DL 25
- 1952	DL 30
- 1953	DL 30 N
- 1953	DL 40 (40-45)
- 1954	DL 50 (48-52)
- 1955	DL 25 C
- 1955	DL 25 N
- 1955	DL 36-40
- 1956	DL 30 C
- 1956	DL 30 CTL
- 1956	DL 30 R
- 1956	DL 30 SUPER
- 1956	DL 3010
- 1956	DL 45
- 1957	LAMBORGHINETTA
- 1957	LAMBORGHINI HP 21
- 1957	UNIVERSAL
- 1958	DL 20 A
- 1958	DL 35 C
- 1958	DL 35 CTL
- 1958	DL 35 SUPER
- 1959	3352 R
- 1960	1 R
- 1960	2241 R
- 1960	3402 C
- 1960	3402 CTL
- 1960	3403 CTL
- 1960	3403 R
- 1960	3403 R SUPER
- 1960	4 R
- 1960	DL 45-48
- 1960	LAMBORGHINI HP 22
- 1960	LAMBORGHINI HP 24 R
- 1960	LAMBORGHINI HP 36
- 1961	2 R
- 1961	3322 R
- 1961	3403 C
- 1961	4504 C
- 1961	4504 CTL
- 1961	4504 R
- 1961	5 C Ercole
- 1961	LAMBORGHINI HP 40
- 1962	1 C Ercolina
- 1962	1 CTL
- 1962	3 CTL
- 1962	4 C
- 1962	4 CTL
- 1962	5 CT fr.
- 1962	5 CTF
- 1962	5 CTL
- 1962	5 CTL fr.
- 1962	5 CTS
- 1963	1 CTS
- 1964	1 R DT
- 1964	2 R TB
- 1964	3 C
- 1964	4 R F
- 1964	5 R
- 1964	5 RM
- 1964	5 RTS
- 1964	6 C
- 1965	2 R DT
- 1965	2 R DTS
- 1965	7 C
- 1966	1 R DTS
- 1966	1 RTF
- 1966	226 R
- 1966	230 C
- 1966	230 CSE
- 1966	230 R DT
- 1966	230 R DTS
- 1966	340 C L
- 1966	340 R
- 1966	7 R
- 1966	7 R DT
- 1967	226 C
- 1967	230 C S
- 1967	230 CL
- 1967	230 R
- 1967	230 R B
- 1967	230 RF
- 1967	230 RV
- 1967	340 C
- 1967	340 R DT
- 1967	340 R DTF
- 1967	340 R DTS
- 1967	350 LL
- 1967	355 R
- 1967	355 R DT
- 1967	355 R F
- 1967	C 340 S
- 1967	C 350
- 1967	C L 350
- 1968	2 R S
- 1968	360 R DT
- 1968	6 R DT
- 1968	R 340 N
- 1968	R 360
- 1968	R 470
- 1968	R 470 DT
- 1969	C 340 LL
- 1969	C 452
- 1969	C 452 L
- 1969	R 340 B
- 1969	R 360 DT F
- 1969	R 470 F
- 1969	R 480
- 1969	R 480 DT
- 1969	R 480 DT F
- 1969	R 480 F
- 1970	230 LL
- 1970	240 R
- 1970	240 R DT
- 1970	C 356 L
- 1970	R 350
- 1970	R 350 DT
- 1970	R 360 F
- 1970	R 365
- 1970	R 365 DT
- 1970	R 475
- 1970	R 475 DT
- 1970	R 485
- 1970	R 485 DT
- 1971	230 S A
- 1971	C 240
- 1971	C 503
- 1972	C 345
- 1972	C 345 L
- 1972	C 345 LL
- 1972	C 345 S
- 1972	R 235
- 1972	R 235 DT
- 1972	R 235 DTS
- 1972	R 235 S
- 1972	R 347
- 1972	R 347 DT
- 1972	R 356
- 1972	R 356 versione SPAGNA
- 1972	R 365 F
- 1973	C 352 L
- 1973	C 403 S
- 1973	C 503 L
- 1973	C 503 LL
- 1973	C 503 S
- 1973	C 603
- 1973	C 603 L
- 1973	R 503 DT
- 1973	R 503 DT S
- 1973	R 603 DT
- 1973	R 704 DT
- 1973	R 804 DT
- 1973	R 904 DT
- 1974	C 352 S
- 1974	R 503 S
- 1975	C 352 SL
- 1975	C 553 LL
- 1975	C 653
- 1975	C 653 L
- 1976	C 352
- 1976	C 553
- 1976	C 553 L
- 1976	C 553 S
- 1976	R 235
- 1976	R 503
- 1976	R 603
- 1976	R 653 L
- 1976	R 704
- 1976	R 804
- 1976	R 904
- 1977	854
- 1977	1056
- 1977	R 1056
- 1977	R 1056 DT
- 1977	R 654
- 1977	R 654 DT
- 1977	R 754
- 1977	R 754 DT
- 1978	R 1256
- 1978	R 1256 DT
- 1978	R 503 B
- 1978	R 503 DT B
- 1978	R 503 DT SB
- 1978	R 603 DT B
- 1978	R 654 BASSO
- 1978	R 784 DT
- 1979	C 653 S
- 1979	C 704
- 1979	C 704 L
- 1979	C 754
- 1979	C 754 L
- 1979	R 503 SB
- 1979	R 603 B
- 1979	R 603 DT SB
- 1979	R 603 S
- 1979	R 603 SB
- 1979	R 653
- 1979	R 653 DT
- 1979	R 784
- 1979	R 824 DT
- 1979	R 824 SPER.
- 1979	R 955
- 1979	R 955 DT
- 1980	784
- 1980	R 1156 DT
- 1980	R 654 FF
- 1980	R 784 DT EX
- 1981	C 362
- 1981	C 362 S
- 1981	C 453
- 1981	C 453 L
- 1981	C 533
- 1981	C 533 S
- 1981	R 1156
- 1981	R 1256 DT V
- 1981	R 1356 DT
- 1981	R 1556 DT
- 1981	R 603 DT B BASSO
- 1981	R 784 DT X
- 1981	R 784 E
- 1981	R 784 X
- 1982	R 613 V
- 1982	R 653 DT F
- 1982	R 684
- 1982	R 684 DT F
- 1983	C 784 L
- 1983	R 513 V
- 1984	R 1306
- 1984	R 1506
- 1984	R 1706
- 1984	R 956
- 1985	C 583
- 1985	C 674
- 1985	R 1106
- 1985	R 483
- 1985	R 583
- 1985	R 674
- 1985	R 683
- 1985	R 774
- 1985	R 854
- 1985	R 854 DT
- 1986	674/70
- 1986	674-70 SPECIAL
- 1986	774/80
- 1986	774/80 N
- 1986	874/90
- 1986	C 683
- 1986	C 774
- 1986	R 550
- 1986	R 660
- 1986	R 674.5
- 1986	R 684 F
- 1986	R 724
- 1986	R 724 F
- 1986	R 774.5
- 1986	R 583 BASSO
- 1986	660 F
- 1986	775 F
- 1986	956-100 DT
- 1986	C 664
- 1986	C 674-70
- 1986	C 554
- 1986	674-70 N
- 1987	660 V
- 1987	775 V
- 1987	361 F
- 1987	C 774-80
- 1987	R 674-70 N BASSO
- 1988	R 345
- 1988	874-90 T
- 1988	600
- 1988	700
- 1988	573-60
- 1988	R 345 F
- 1988	C 362
- 1988	1106 DT
- 1988	1306 DT
- 1988	1506 DT
- 1988	1706 DT
- 1989	105 T FORMULA
- 1989	115 FORMULA
- 1989	135 FORMULA
- 1989	573-60 N
- 1989	674-70
- 1989	774-80
- 1990	R 235 F
- 1990	RACING 180
- 1990	RACING 165
- 1990	774-80 N
- 1990	660-F PLUS
- 1990	775-F PLUS
- 1991	RUNNER 250
- 1991	RUNNER 350
- 1991	RUNNER 400
- 1992	774-80 N LOW PROFILE
- 1992	CRONO 554-50
- 1992	CRONO 564-60
- 1992	CRONO 574-60
- 1992	850 PREMIUM
- 1992	950 PREMIUM
- 1992	1050 PREMIUM
- 1992	1060 PREMIUM
- 1992	885-F PLUS
- 1993	674-70 N 1.5
- 1993	774-80 N 1.5
- 1993	R 513 V
- 1993	880 F PLUS
- 1994	RACING 190
- 1994	265 TRACTION
- 1994	GRIMPER 555 C
- 1994	GRIMPER 560 C
- 1994	GRIMPER 570 C
- 1995	956
- 1995	165 RACING
- 1995	574-60 N CROSS
- 1995	674-70 N CROSS
- 1995	674-70 GRAND PRIX
- 1995	774-80 GRAND PRIX
- 1995	874-90 GRAND PRIX
- 1995	C 874-90 T
- 1995	RUNNER 250
- 1995	RUNNER 350
- 1995	RUNNER 450
- 1995	990-F PLUS
- 1995	RUNNER 350 A
- 1995	RUNNER 450 A
- 1995	664-60 SPRINT
- 1995	674-70 SPRINT
- 1995	RUNNER 250 JET
- 1995	774-80 N 1.5
- 1995	150 RACING
- 1995	775-V AGILE
- 1995	990 s AGILE
- 1995	664-65 SPRINT
- 1995	990 AGILE
- 1995	660 AGILE
- 1995	880 AGILE
- 1995	660-V AGILE
- 1995	115 FORMULA II
- 1995	135 FORMULA II
- 1996	770 AGILE
- 1997	664-65 SPRINT
- 1997	120 CHAMPION
- 1997	135 CHAMPION
- 1997	150 CHAMPION
- 1998	774-80 N BASSO
- 1998	RACING HI.PER.
- 1999	PREMIUM 1100
- 1999	PREMIUM 1300
- 1999	654-55 SPRINT
- 1999	674-55 SPRINT
- 1999	684-80 SPRINT
- 1999	CHAMPION 160
- 1999	CHAMPION 180
- 1999	TRIUMPH 80
- 1999	TRIUMPH 90
- 1999	TRIUMPH 100
- 1999	CHAMPION 200

## Gama Actual

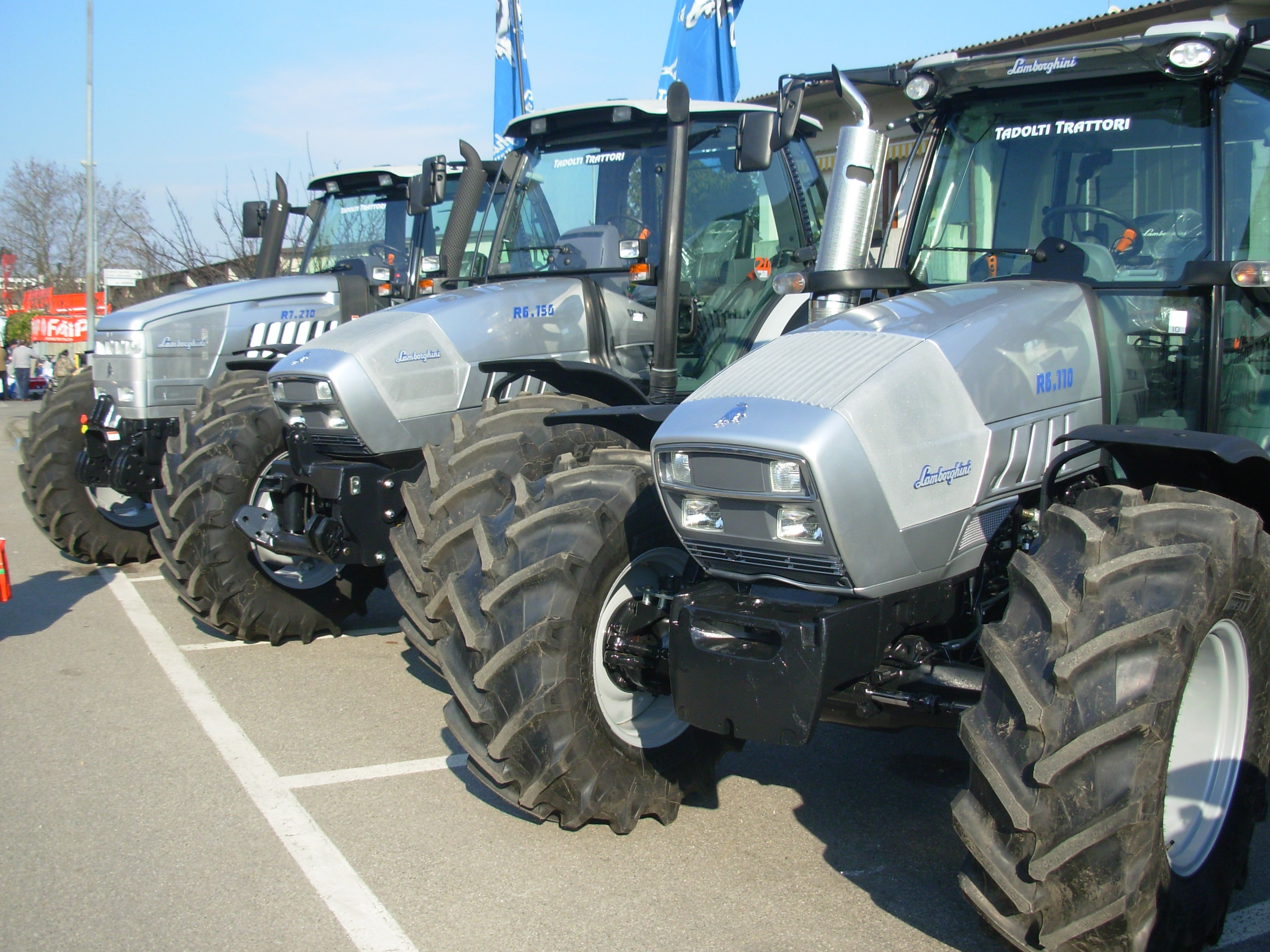
Trattori Lamborghini

- Mach VRT (de 210 a 250 CV)
- Spark (de 120 a 210 CV)
- R6 T4i (de 150 a 190 CV)
- Spark VRT (de 120 a 190 CV)
- Nitro (de 110 a 130 CV)
- Nitro VRT (de 110 a 130 CV)
- Nitro R (de 90 a 120 CV)
- Strike (de 80 a 115 CV)
- C SIX (110 CV)
- RS (de 80 a 110 CV)
- RV (de 80 a 110 CV)
- RF (de 80 a 110 CV)
- R3 (de 90 a 105 CV)
- CF (de 90 a 100 CV)
- R3 T Target (de 90 a 105 CV)
- R3 TB (de 85 a 100 CV)
- Spire (de 80 a 90 CV)
- CV (80 CV)
- R2 (de 70 a 100 CV)
- RF Target (de 60 a 100 CV)
- R2 Target (de 60 a 90 CV)
- Crono (de 65 a 80 CV)
- Rekord (de 65 a 75 CV)
- Ego (de 35 a 55 CV)
- cargadores frontales